# 我的寶貝子女
《我的寶貝子女》（韓語：금쪽같은 내새끼）是韓國KBS1於2004年6月至2005年2月期間，韓國時間逢星期一至五，晚上8時25分播放的日日連續劇，全劇長達179集，每集約35分鐘，由南宮珉、洪洙賢、沈志浩、金彬宇等演出。

## 劇情介紹
高希秀因爸爸替人作擔保而欠下巨債，一家人所居住的房子也將要被拍賣。為了救這個家，希秀到財務公司求情，而負責管理公司的董事長夫人就以希秀的身體作交換條件，希秀要聽從她的命令，而希秀要做的事就是無論如何都要和董事長的兒子安振國結婚。希秀逐漸地接近振國，並要求與他結婚，振國怎樣問她為何這樣她都不答，他開始懷疑是他的後母在背後指使她，並派人調查......
另一方面，金載民與宋知慧見了三次面就墮入愛河，兩人不久更結為夫婦，但他們都是父母的獨生子女，所以，載民的媽媽和知慧的爸爸特別疼愛他們，常常打擾他們的新婚生活。為了脫離父母的懷抱獨立生活，載民與知慧合謀搬到首爾的其他地方，讓父母找不著他們，過著幸福的二人世界......

## 演員陣容
- 南宮珉 飾 安振國
- 洪洙賢 飾 高希秀
- 沈志浩 飾 金載民
- 金彬宇 飾 宋知慧

## 外部連結
- 本劇韓國KBS官方網站 （页面存档备份，存于） 
- 本劇八大電視官方網站（中文）

| KBS1 日日劇                             | KBS1 日日劇                               | KBS1 日日劇 |
| --------------------------------------- | ----------------------------------------- | ----------- |
|                                         | 我的寶貝子女 2004年6月7日 - 2005年2月11日 |             |
| 百萬朵玫瑰 2003年10月6日 - 2004年6月4日 | 漂亮寶貝 2005年2月14日 - 2005年9月23日    |             |